# Stazione di Melide
La stazione di Melide è una stazione ferroviaria posta sulla ferrovia del S. Gottardo a servizio dell'omonimo comune.

## Storia
La stazione venne aperta all'esercizio il 6 dicembre 1874 contemporaneamente alla ferrovia Lugano-Chiasso lungo la quale è sita.

## Strutture e impianti

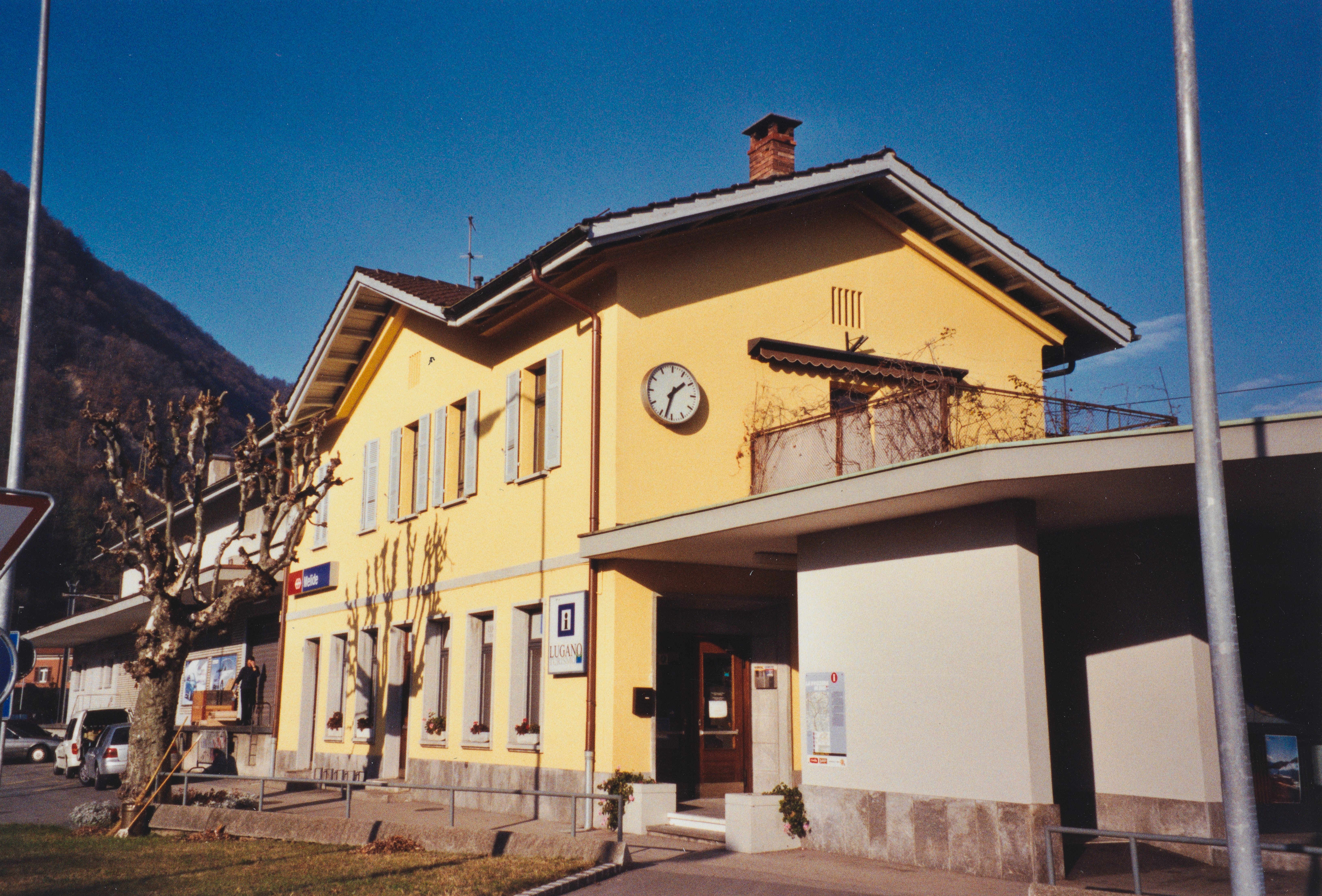
Nel 2001

La stazione è munita di quattro binari passanti (due dei quali adibiti al servizio viaggiatori) e di vari binari di servizio.

## Movimento
Dal cambio orario del 5 aprile 2021, la stazione è servita dai treni delle linee S10, S50 e S90 della rete celere del Canton Ticino, effettuati da TiLo.
Vi effettuano inoltre fermata tre treni InterRegio Zurigo-Chiasso.

## Servizi
La banchina adibita al servizio viaggiatori è collegata al fabbricato viaggiatori tramite un sottopassaggio.
- Biglietteria automatica

## Interscambi
La stazione assicura un interscambio con la linea postale 62.431 Lugano-Bissone e con la linea automobilistica 62.439 Lugano-Campione d'Italia della Società Navigazione del Lago di Lugano (SNL). A 600 m dalla stazione si trova l'imbarcadero di Melide Swissminiatur, servito dalla Società Navigazione del Lago di Lugano (SNL).
- Fermata autobus
- Fermata battello (Melide Swissminiatur)